# Kahilasaari (ö i Egentliga Tavastland)
Kahilasaari är en ö i Finland.   Den ligger i kommunen Tavastehus i den ekonomiska regionen  Tavastehus ekonomiska region  och landskapet Egentliga Tavastland, i den södra delen av landet, 120 km norr om huvudstaden Helsingfors.